# Challenger űrrepülőgép
A Challenger (NASA Orbiter jelzése: OV-099) a második amerikai űrrepülőgép volt a Columbia után. Az űrrepülőgépet a Rockwell International gyárban építették a kaliforniai Downeyben. Első repülésére 1983 április 4-én került sor, összesen kilenc küldetést teljesített. 1986. január 28-án, az STS–51–L küldetésen fedélzetén hét űrhajóssal, az indítás után 73 másodperccel megsemmisült. A balesetet követően két és fél évig szüneteltették az űrsiklóflotta használatát, az újraindulás 1988-ban folytatódott az STS–26 küldetéssel, amit a Discovery hajtott végre. A Challengert az Endeavour helyettesítette, amit először 1992-ben indítottak útjára. Az Endeavourt tartalék alkatrészekből építették meg.

## Elnevezés
A Challenger űrrepülőgépet két hajóról nevezték el, az egyik, a HMS Challenger, egy brit naszád volt, a másik egy parancsnoki hajó, a Challenger Expedition, ami úttörő globális expedíciókat végzett 1872 és 1876 között. Az Apollo–17 holdkompját szintén Challengernek neveztek el, amely leszállt a Holdon 1972-ben

## Repülések
1983 áprilisában hajtotta végre az első repülését. A Challenger hamar igáslovává vált a NASA űrrepülőgép-flottájának: 1983 és 1985 között több küldetést hajtott végre, mint a Columbia. A Challenger 85%-át repülte a Space Shuttle küldetéseknek. Eközben csatlakozott az űrrepülőgép-flottához a Discovery és az Atlantis. A Challenger maradt a túlzott használatra, amellyel három küldetést repültek évenként 1983 és 1985 között.
A Challenger űrrepülése alatt repült az első amerikai nő, az első afro-amerikai nő és az első kanadai űrhajós. Három Spacelab-küldetést végzett el, az első éjszakai indítást valamint az első éjszakai landolást. A Challenger volt az első űrsikló, amely küldetés közben egy baleset során megsemmisült. Az összegyűjtött roncsokat a Cape Canaveral-i légierő-állomáson tárolják, később további törmelékdarabokat a floridai tengerparton is találtak.
Repülések: STS–6, STS–7, STS–8, STS–41–B, STS–41–C, STS–41–G, STS–51–B, STS–51–F, STS–61–A, STS–51–L

## Galéria

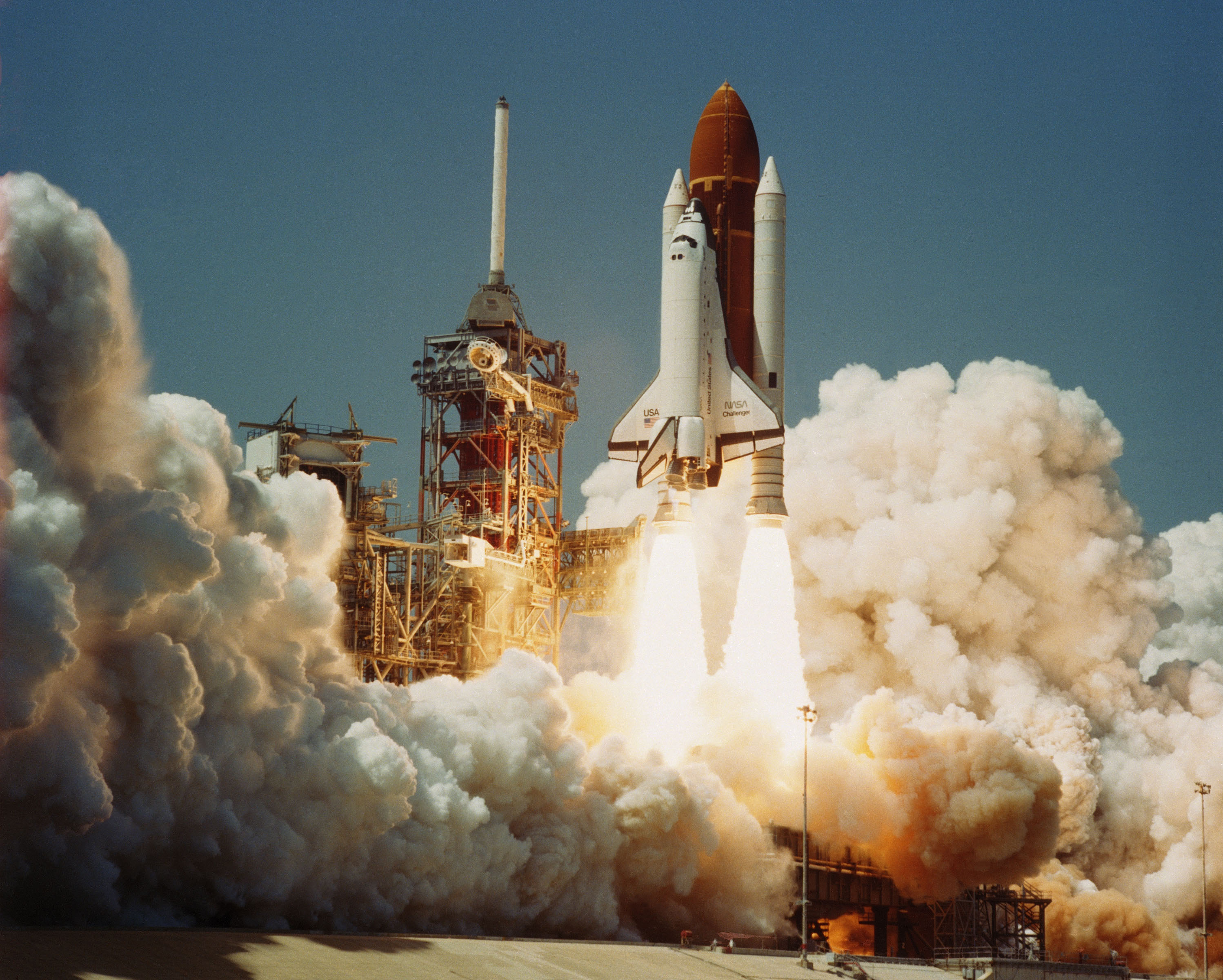
A Challenger űrrepülőgép első indítása 1983-ban (STS–6)
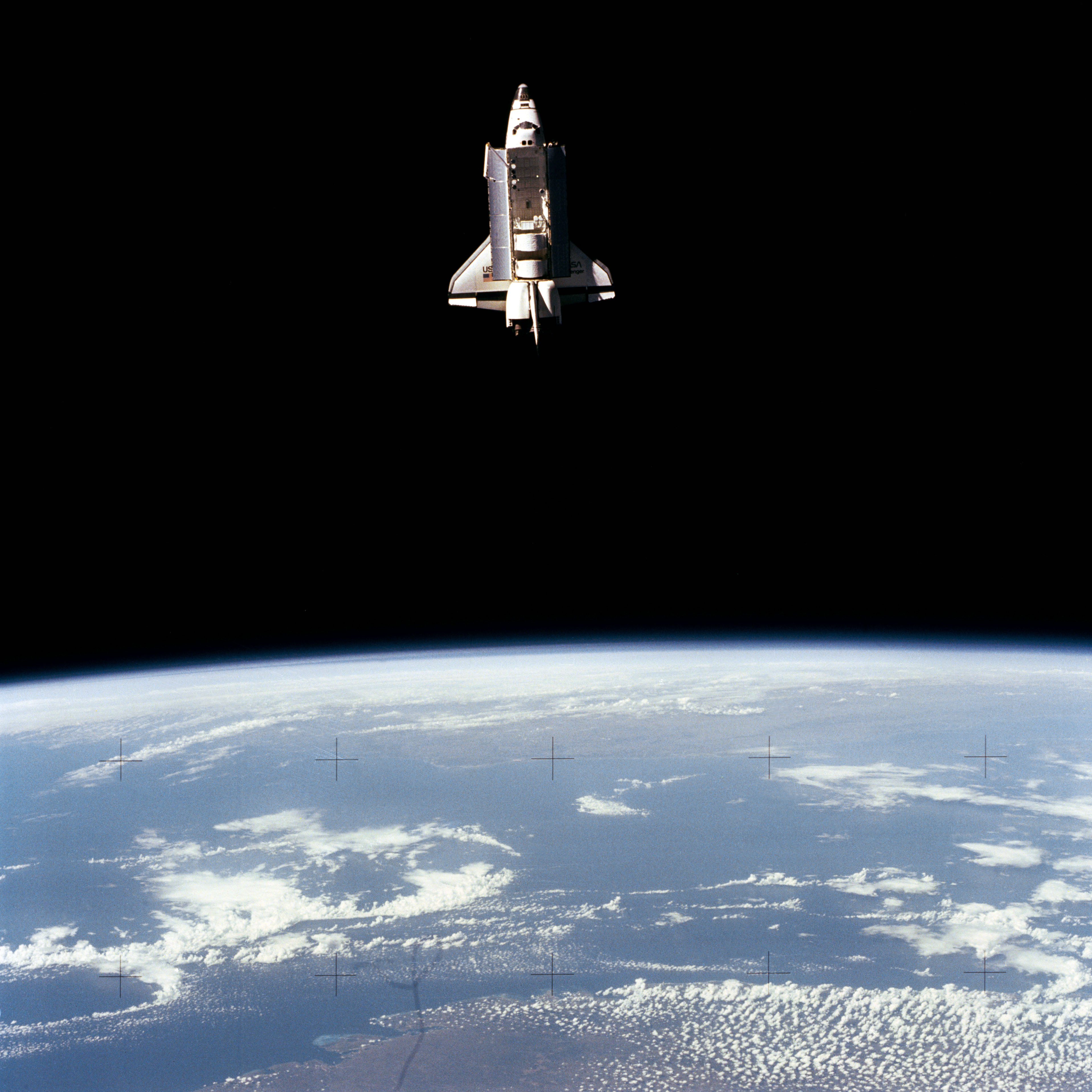
A Challenger űrrepülőgép első repülése a világűrben
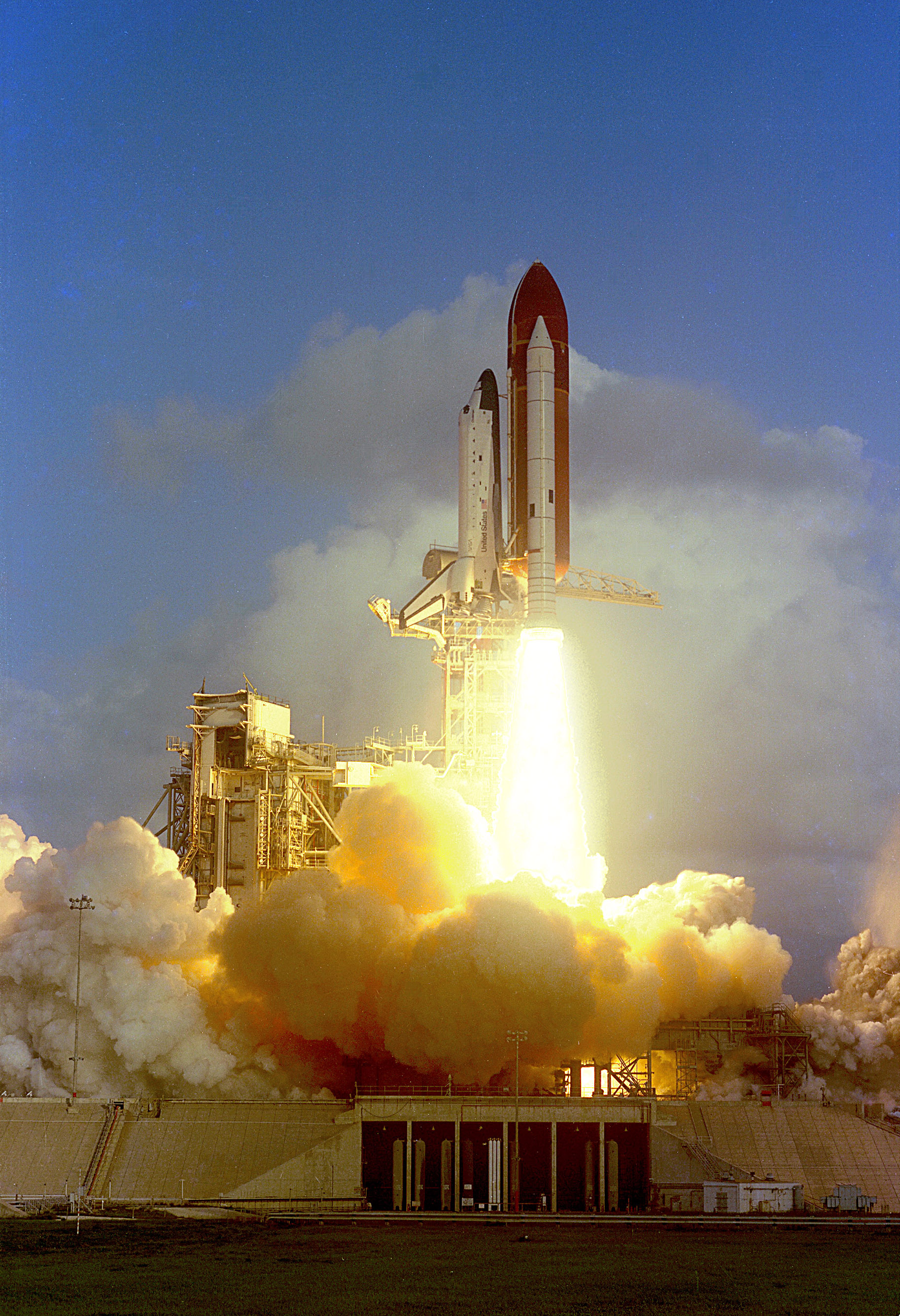
A Challenger űrrepülőgép második indítása (STS–7)
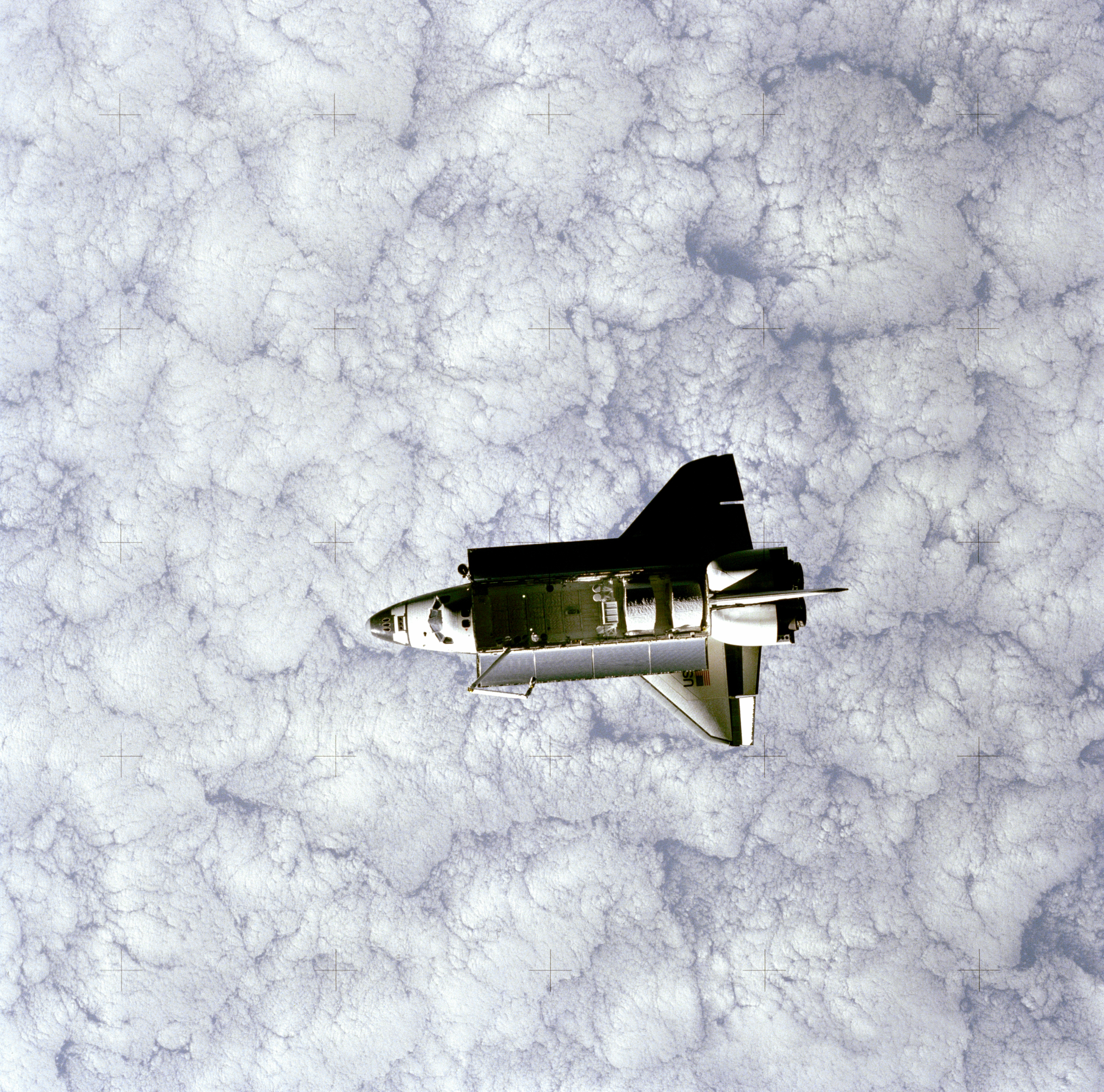
A Challenger űrrepülőgép második repülése a világűrben

### Magyar oldalak
- Nem tudni, hogyan haltak meg (Index)

### Külföldi oldalak
- Az STS–51–L jelű utolsó küldetés hivatalos lapja a Kennedy Űrközpont honlapján